# 本永寺
本永寺（ほんえいじ）は、宮崎県宮崎市にある日蓮宗の寺院。

## 本尊仏像等
万年救護の大御本尊、祖師像、鬼子母神

## 関連資料
- 日蓮宗寺院大鑑編集委員会『宗祖第七百遠忌記念出版 日蓮宗寺院大鑑』大本山池上本門寺 (1981年)